# Grande raccordo animale
| Recensione       | Giudizio |
| ---------------- | -------- |
| Rockit.it        | Positivo |
| Rockol           |          |
| SentireAscoltare |          |
| OndaRock         |          |

Grande raccordo animale è il secondo album in studio da solista del cantautore Appino, noto anche come frontman del gruppo toscano Zen Circus. Il disco è uscito nel maggio 2015.

## Tracce
1. Ulisse – 4:54
2. Rockstar – 4:22
3. Grande raccordo animale – 3:35
4. New York – 3:49
5. La volpe e l'elefante – 3:06
6. Linea guida generale – 3:14
7. L'isola di Utopia – 3:08
8. Nabuco Donosor – 4:51
9. Buon anno (il guastafeste) – 4:02
10. Galassia – 4:08
11. Tropico del Cancro – 5:08

## Formazione
- Andrea Appino - voce, chitarre acustiche, chitarre elettriche, chitarre classiche, banjo, armonica a bocca, melodica, synth, drum machine, stompbox
- Francesco Pellegrini - chitarre elettriche, chitarra resofonica
- Rolando Cappanera - batteria, percussioni
- Enrico Amendolia - basso

### Altri musicisti
- Andrea Pachetti - elettronica, armonium, organo, synth, cori
- Tommaso Novi - pianoforte
- Francesco Bottai - chitarra elettrica
- Martina Benifei - violoncelli
- Francesco Carmignani - violini
- Simone Padovani - percussioni
- Fabio Marchiori - pianoforte
- Filippo Ceccarini - tromba
- Icir Harwina Di Muro - cori
- Paolo Baldini - chitarra elettrica

## Classifiche
| Classifica (2015) | Posizione massima |
| ----------------- | ----------------- |
| Italia            | 23                |